# Delias weiskei
Delias weiskei is een vlindersoort uit de familie van de Pieridae (witjes), onderfamilie Pierinae.
Delias weiskei werd in 1900 beschreven door Ribbe.